# Club Sportivo Sergipe
O Club Sportivo Sergipe é um clube brasileiro de desportos estabelecido em Aracaju, capital do estado de Sergipe. A sede do clube é o Estádio João Hora de Oliveira, localizado no bairro Siqueira Campos. O Sergipe é o maior vencedor da história do Campeonato Sergipano de Futebol, com 37 títulos. Fundado em 17 de outubro de 1909, apenas seis dias após a criação do primeiro clube do estado, o Cotinguiba Esporte Clube, o Sergipe era voltado exclusivamente para competições de remo, esporte bastante popular na época. O clube conquistou 13 campeonatos estaduais dessa modalidade entre os anos de 1911 e 1946. Gradativamente, o futebol ganhava cada vez mais destaque durante o século XX, e em 1922 o Sergipe conquistava seu primeiro título estadual.
Além do que remo e do futebol, o clube também é o campeão atual do estado no voleibol e, mais recentemente, firmou uma parceria com a equipe de futebol americano 'Aracaju Bravos'. Desta aliança nasceu o Sergipe Bravos, o 'Mais Querido' do futebol americano. O Sergipe também tem sido destaque na modalidade Ginástica Rítmica. O Centro de Treinamento Thalita Almeida tem por meta revelar e desenvolver atletas na modalidade, mantendo a tradição do estado de Sergipe nesse desporto.

## História

### Fundação
O Club Sportivo Sergipe foi fundado em 17 de outubro de 1909, uma semana após o surgimento do primeiro clube esportivo de Aracaju, o Cotinguiba Esporte Clube, ambos dedicados exclusivamente aos esportes náuticos, especialmente o remo. Existe uma versão, não comprovada, de que o Sergipe nasceu a partir de uma facção do Cotinguiba, insatisfeita com o nome dado a este clube. Estes dissidentes teriam resolvido, então, fundar outro clube com o verdadeiro nome do rio onde seriam disputadas as competições: o rio Sergipe. Entretanto, pesquisas e testemunhos (inclusive o de José Couto de Farias, um dos fundadores do Sergipe) apontam outra versão: a simples necessidade de haver outro clube para que as regatas pudessem ser realizadas.
Assim, comandados por Adalberto Ribeiro Monteiro e mais Euclides Porto, Adalgiso Rosal, José Couto de Farias, Tancredo de Sousa Campos, Américo Silva, Francisco Bessa e outros que a história não registrou; reuniram-se no dia seguinte da fundação do Cotinguiba, ao meio-dia de 11 de outubro de 1909, na sede da Associação Comercial e deliberam que, no domingo seguinte, dia 17, seria fundado o Club Sportivo Sergipe. E foi o que aconteceu. Novamente no mesmo horário, e no mesmo local anterior, aquele grupo de jovens idealistas fundavam o clube cujas cores representam vigor, vontade de vencer, progredir. Sua diretoria foi assim organizada:
- Presidente: Tancredo Sousa Campos.
- Vice-presidente: José Victor de Matos.
- 1º Secretário: José Couto de Farias.
- 2º Secretário: Adalberto Ribeiro Monteiro.
- Tesoureiro: José Fernandes de Oliveira.
- Orador: Hemetério Gouveia.
- Diretor de Regatas: Américo Silva.
- Comissão fiscal: Dr. Alexandre Lobão, Cel. Terêncio Sampaio e Jucundino Sousa Filho.
- Presidente de honra: Cel. Lourenço Pinto Monteiro.

Nascia naquele momento o Club Sportivo Sergipe, cujo destino histórico o tornaria o maior clube esportivo do estado de Sergipe. Logo após a fundação, a diretoria encomendou barcos, arrumou local para a sede, angariando novos sócios e levantando fundos financeiros para a efetivação dos planos. Em janeiro de 1910 era batizado o primeiro barco rubro, que recebeu o nome de "Nereida".
Em 8 de janeiro do ano seguinte foi inaugurada a primeira sede do Sergipe. Tratava-se de uma pequena garagem, construída no bairro da Fundição (atual avenida Ivo do Prado), às margens do rio Sergipe. Na primeira disputa náutica realizada, em 11 de junho de 1910, o clube rubro foi o vencedor, diante do Cotinguiba. Esta foi a primeira de muitas vitórias nas regatas contra o rival alvi-azul, que ocorriam no rio Sergipe e que eram acompanhadas por um grande público na antiga rua "da Frente".

### Futebol
Em meados de 1916 surgia o futebol no clube. Inicialmente foi praticado pelos sócios do Sergipe e Cotinguiba sem distinção clubística, em animados treinos realizados pelos "Team Green" e "Team Black" num campo improvisado da Praça Pinheiro Machado. Somente no final do ano é que oficialmente, os dois clubes resolveram adotar o esporte bretão. Rapidamente o colorado se tornaria o clube mais popular do estado e o de maior números de conquistas.
A trajetória futebolística do Sergipe envolve dezenas de campeonatos conquistados, triunfos em torneios locais e interestaduais, partidas internacionais, vitórias memoráveis sobre campeões de outros estados e troféus valiosos.

### Primeiros triunfos
A primeira conquista de futebol do Sergipe foi  o estadual de 1922. Conquistou ainda nessa década os estaduais de 1924 e o seu primeiro tricampeonato de 1927 a 1929. Ainda nessa década venceu um amistoso contra a seleção cearense por 1X0, em 1926.

### Década de 1930: confirmando a hegemonia
Por divergências entre os clubes e a Federação Sergipana de Desportos o campeonato sergipano não foi disputado em 1930 e 1931. Ao retornar em 1932, o Sergipe mantém a hegemonia faturando o estadual e se tornando bicampeão no ano seguinte. Conquista também o certame de 1937, aumentando a diferença de títulos contra o seu maior rival à época, o Cotinguiba, já no Estádio Adolpho Rollemberg. Em 1936, vence amistoso contra o Botafogo Sport Club, campeão baiano, por 2X0.

### Década de 1940: novos desafios
O Sergipe vence os estaduais de 1940 e 1943. Novas forças surgem no futebol sergipano trazendo mais equilíbrio ao  campeonato estadual a exemplo do Palestra  (vencedor de duas edições na década de 1930), Ipiranga, Olímpico Futebol Clube, Riachuelo Futebol Clube e Vasco Esporte Clube, que acabam dividindo as conquistas. Em 1948 o Sergipe vence amistosos contra a Seleção de Alagoas por 3X1 e contra o Vitória-BA por impiedosos 8X2.

### Década de 1950: fim de um jejum
Em 1955, o mais querido quebra um incômodo jejum de 12 anos sem conquistas do estadual ao vencer a decisão contra aquele que viria a ser o seu arqui-rival com a decadência do Cotinguiba, o Confiança.

### Década de 1960: fazendo história mais uma vez
Em 1960, uma nova era surge no futebol da capital com a inauguração do Estádio Estadual de Aracaju. O Sergipe mostra mais uma vez o seu vanguardismo ao ser o primeiro clube sergipano com batismo em jogos internacionais até o momento. Enfrentou em 1960 a Seleção ganesa de futebol, o Alianza do Peru , Sparta Praha da República Checa e em 1968 a seleção Argentina de Novos, vencendo por 3X1
Outra façanha do time rubro se deu em 1961 quando conquistou o estadual quebrando uma sequência de 5 títulos consecutivos do Santa Cruz de Estância. O Sergipe derrotou novamente o "Azulão do Piauitinga" na decisão de 1964 e em 1967 desbancou na decisão o Confiança. Participou das edições da Taça Brasil de 1962, 1965 e 1968. Ainda em 1967 merece destaque a vitória sobre o Bangu,  então  campeão carioca, por 2X0.
Essa peculiaridade em derrotar equipes consagradas trouxe ao Sergipe a alcunha de "Derrubador de Campeões".

### Década de 1970: "Era Batistão", ascensão nacional e construção do estádio próprio
A partir de 1969, o Sergipe passa a mandar os seus jogos no novo Estádio Estadual Lourival Baptista, o Batistão. Nessa fase vem o segundo tricampeonato do alvirrubro em 1970, 1971 e 1972, vencendo duas grandes forças do interior que despontavam naquele momento,  o Itabaiana e o Lagarto. Conquistou ainda o bicampeonato em 1974 e 1975, respectivamente contra Confiança e Lagarto.
Em fevereiro de 1973 o Sergipe realiza mais um amistoso internacional, empata em 0X0 com o Argentinos Juniors.
Foi o primeiro clube sergipano a participar do Campeonato Brasileiro da primeira divisão em 1972, integrado pela nata do Futebol Brasileiro. Nessa primeira participação terminou na posição 26. Participou ainda das edições de 1973, 1975, 1977, 1978 e 1979. Também nessa década, o presidente e conselheiro do clube João Hora de Oliveira faz a doação de um terreno na Avenida Rio de Janeiro, Siqueira Campos onde é erguido o estádio próprio e a nova sede social. A antiga sede da Avenida Ivo do Prado é  vendida e dá  lugar a um edifício residencial.

### Década de 1980: mais um recorde para a história do alvirrubro
Nesta década, o Sergipe vence o estadual de 1982 diante do Itabaiana, que vinha de 4 conquistas seguidas. O curioso deste certame é que o título teve que ser dividido entre rubros e tricolores, uma vez que o time serrano não aceitou entrar em campo por não ter sido atendido em sua solicitação de ter arbitragem da FIFA na decisão. O Sergipe venceu no TJD por 5 votos contra 1, mas o Itabaiana recorreu no STJD vencendo por unanimidade. Como essa segunda decisão se deu no ano seguinte, a FSF proclamou ambos campeões. Conquistou ainda um bicampeonato em 1984 e 1985 contra Confiança e Itabaiana, respectivamente e em 1989 novamente contra o Confiança por 1X0 com gol do ídolo Celso Mendes na decisão.
No cenário nacional participou da Taça de Prata, equivalente a Serie B atual, em 1980, 1982 e 1984, e da Série A em 1983, 1985 e 1986. E foi justamente no Brasileirão de 1983 que o Sergipe fez história novamente no futebol sergipano: em partida contra o São Paulo que terminou em 0X0, o Batistão recebeu o maior público de sua história: 35.273 pagantes para uma renda de Cr$13.044.200,00. O árbitro dessa partida foi Arnaldo César Coelho.
Com o advento do Clube dos Treze e elitização do futebol brasileiro pelos grandes clubes do Sudeste-Sul, o Sergipe sofre com a falta de visibilidade assim como diversos outros clubes brasileiros. Ainda em 1989 participa da Série B, mas fica apenas na posição 75.

### Década de 1990: Hexacampeão estadual e destaque em torneios nacionais
Na década de 90, mais precisamente entre os anos de 1991 e 1996, o Sergipe foi hexacampeão estadual. Esta é a maior conquista consecutiva de estaduais de um clube sergipano. O primeiro título dessa sequência, o de 1991, é memorável para o torcedor colorado. O Sergipe entrou na fase final quatro pontos atrás do seu arqui-rival Confiança e numa virada sensacional venceu uma série de três partidas contra o time azulino e conquistou o  sergipano daquele ano. Nesta sequencia de seis conquistas, três foram contra o Confiança, uma contra o São Cristóvão de Carmópolis, uma contra o Vasco e outra contra o Olímpico de Itabaianinha. O Sergipe conquistou ainda o estadual de 1999 vencendo o Lagartense.
Nacionalmente, o Sergipe participa de 8 edições da Copa do Brasil. Em 1992, o colorado mantém a tradição de pioneirismo no futebol sergipano sendo o primeiro clube a passar para a segunda fase do torneio ao bater o Náutico em pleno Estádio dos Aflitos por 2X0, gols de Leniton e Jorge Suissa, revertendo um placar adverso de 1X2 no jogo de ida no Batistão. Na segunda rodada teve que encarar o Fluminense, um gigante do futebol brasileiro, mas o Sergipe tinha uma das melhores gerações de sua história com Dilson, Sandoval, Elenilson, Leniton, Rocha, dentre outros. No jogo de ida, mais de 14.000 espectadores viram no Batistão uma partida épica do Sergipe que dominou as ações durante praticamente todo o jogo perdendo chances incríveis ao longo da partida, o que poderia traduzir-se em uma goleada histórica ante ao tricolor das Laranjeiras. A não conclusão em gol dos arremates custou caro ao vermelhinho e o Fluminense aproveitou a única chance que teve aos 35 minutos do segundo tempo com um gol de falta de Julinho. Novamente o Sergipe jogaria a segunda partida precisando reverter o resultado, desta vez no Rio de Janeiro. O jogo de volta acontece no tradicional Estádio das Laranjeiras, o Fluminense abre dois gols de vantagem em menos de 10 minutos de jogo.  Mas aos 28 minutos Elenilson diminui para o Sergipe e no começo do segundo tempo Osvaldo empata a partida.  O Sergipe parte para cima e o Fluminense fica acuado em seus próprios domínios, claramente tentando segurar o resultado que o classificava, pois um gol do Sergipe dava a vaga aos alvirrubros. E assim terminou a partida, 2X2, os jogadores do Sergipe foram recebidos pela torcida com aplausos no Aeroporto Santa Maria mesmo não obtendo a classificação.
Em 1993 disputa a Série C do Campeonato Brasileiro. Sua chave continha Confiança, Itabaiana e Catuense. Terminando em primeiro lugar no grupo, o Sergipe foi promovido para a Série B de 1994, uma vez que o regulamento da competição não previa decisão final. Pela primeira vez um clube sergipano ascendia de uma série para outra no campo de jogo.
No Brasileiro da Série B, o Sergipe participa ininterruptamente entre 1994 e 1997 sendo que na disputa de 1995 faz excelente campanha obtendo o sexto lugar, eliminado na penúltima fase do torneio. Na Copa do Nordeste participa de 3 edições, obtendo um sexto lugar em 1999.

### Década de 2000: conquistas e reformulação
A década começa muito boa para o colorado.  Levanta o bicampeonato em 2000 diante do Confiança e faz memorável campanha na Copa do Nordeste chegando em terceiro lugar após uma semifinal eletrizante contra o Vitória em que perdeu o jogo de ida em Salvador por 0X2 e venceu o jogo de volta no João Hora por 1X0, gol de Pedro Costa de cabeça. Mas em 2001, o Sergipe participa pela última vez do Brasileiro da série B e acaba rebaixado após ficar na vigésima quarta posição. As participações nas Série C e na Copa do Nordeste seguintes são muito modestas, sem destaque, exceto pela vitória por goleada contra o Ceará por 7X0. Em 2003, o mais querido conquista seu trigésimo segundo título diante mais uma vez do seu rival, Confiança. A partir de então, o clube passa por um processo de reformulação.

### O Centenário
O Sergipe foi fundado no ano de 1909, tendo completado 100 anos em outubro de 2009. No ano do seu centenário, o Sergipe fez uma boa participação no estadual e na Copa Governo do Estado, terminando na segunda colocação em ambos os torneios. Conquistou a vaga no inédito campeonato brasileiro da série D através do estadual. Infelizmente o centenário foi marcado negativamente pela perda do Título Sergipano pelo seu maior rival, Associação Desportiva Confiança.

### Mudanças na diretoria
Em 19 de abril de 2010, por decisão judicial, o presidente Antônio Soares da Mota, o Motinha, que já comandava o clube há 30 anos, e o vice Ramon Barbosa, são afastados da presidência por 90 dias. Em seus lugares assumiram o presidente do conselho deliberativo, Ary Rezende, e seu vice Eraldo da Imaca. O processo na justiça foi movido por conselheiros do clube devido a indícios de irregularidades administrativas na gestão do então presidente.
Em setembro de 2011, devido a condições financeiras instáveis, foi lançada a campanha "Coração contra o Milhão" que tem por finalidade auxiliar o clube a sanar suas dívidas. Para tanto, foi realizada a venda do destaque no Sergipão 2011, Thiago, o qual foi negociado pelo valor de 250 mil reais ao Internacional de Porto Alegre. Além disso, foi selada uma parceria entre os clubes, visando a revelação e aprimoramento de jovens talentos do futebol sergipano.

### Década de 2010: Redenção
O Sergipe conquista o estadual de 2013 depois de 10 anos sem conquistas, destacando-se nessa campanha o atacante Lucão do Break. Em 2016 faturou mais um certame local enfrentando na decisão o Itabaiana, vencendo o primeiro jogo no Batistão por 1X0 e empatando o jogo de volta no Etelvino Mendonça por 1X1. Com esse título crava 34 campeonatos Sergipanos.
Em 27 de julho de 2016, confirmando a condição de único clube sergipano a disputar partidas internacionais, o Sergipe empata na Arena Batistão em 1X1 com a Seleção Olímpica do Japão, que se preparava para disputar os jogos olímpicos do Rio de Janeiro.
Em 2018 sagra-se campeão sergipano com uma campanha quase perfeita. Na decisão empatou com o Itabaiana em dois jogos, 1x1 e 0x0. Pelo critério de melhor campanha o Sergipe levantou seu 35º troféu de campeão estadual.

### Década de 2020
Em 2021 conquista o 36° título de campeão sergipano. Enfrentou na decisão o Lagarto, vencendo no Batistão por 3x1 a primeira partida da final. No jogo decisivo poderia ser derrotado por um gol de diferença que conseguiria o título. E foi exatamente o que ocorreu. O Lagarto venceu no Estádio Barretão por 1x0, sendo o resultado suficiente para o alvi-rubro da capital levar mais um troféu. Em 2022, fatura o bicampeonato estadual vencendo na decisão o Falcon Futebol Clube. Em duas partidas realizadas no Batistão, venceu o primeiro duelo por 2x1 e na segunda e decisiva ocorreu um empate em 1x1, fazendo com que o alvi-rubro comemorasse o seu 37º estadual.

## Estádio

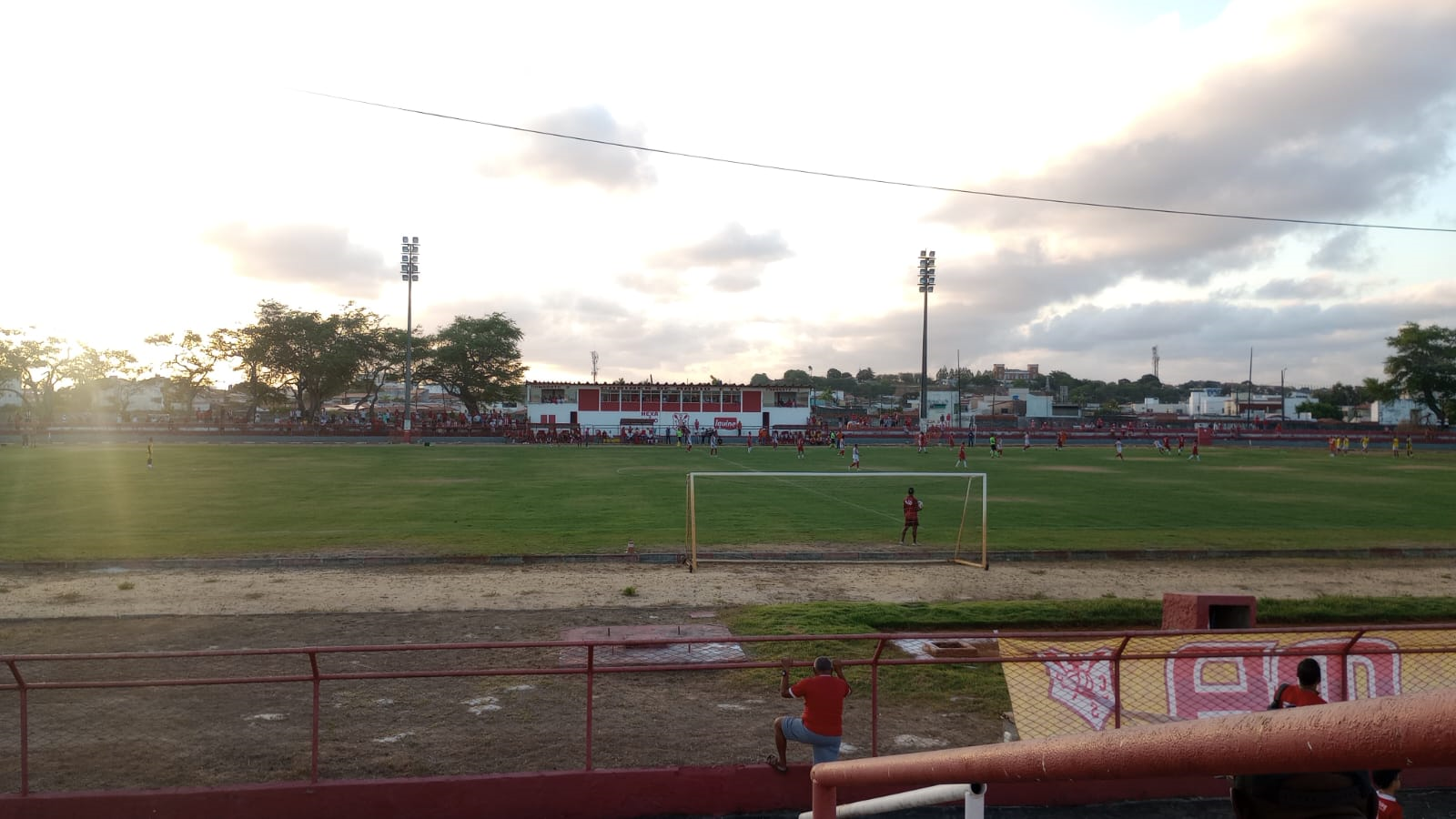
Casa do Club Sportivo Sergipe

O conhecido Estádio João Hora é o Estádio do Sergipe , o Estádio possui uma capacicade de 6 mil pessoas, é um Estádio amado pela torcida Alvirubra com muitas festas.

## Títulos oficiais
| Estaduais          | Estaduais              | Estaduais | Estaduais |
|                    | Competição             | Títulos   | Temporadas |
| ------------------ | ---------------------- | --------- | --- |
|                    | Campeonato Sergipano   | 37        | 1922, 1924, 1927, 1928, 1929, 1932, 1933, 1937, 1940, 1943, 1955, 1961, 1964, 1967, 1970, 1971, 1972, 1974, 1975, 1982, 1984, 1985, 1989, 1991, 1992, 1993, 1994, 1995, 1996, 1999, 2000*, 2003, 2013, 2016, 2018, 2021 e 2022 |
|                    | Copa Governo do Estado | 1         | 2013 |
|                    | Torneio Início         | 6         | 1921, 1942, 1946, 1963, 1967 e 1970 |
| Turnos do Estadual |                        |           | |
|                    | Competição             | Títulos   | Temporadas |
|                    | Taça Cidade de Aracaju | 2         | 1996 e 2001 |
|                    | Taça Estado de Sergipe | 1         | 2003 |

NOTA: O Campeonato Sergipano de 2000 está sub-júdice e não houve a homologação oficial do título .

### Campanhas de Destaque
- 6º colocado da Série B: 1995.
- 3º colocado da Copa do Nordeste: 2000.

## Estatísticas

### Participações
|  | Participações em 2025 |

| Competição | Competição            | Temporadas | Melhor campanha         | Estreia | Última | P | R |
| Sergipe    | Campeonato Sergipano  | 102        | Campeão (37 vezes)      | 1918    | 2025   |   | – |
|            | Copa do Nordeste      | 14         | 3º colocado (2000)      | 1997    | 2025   |   |   |
| Brasil     | Campeonato Brasileiro | 12         | 15º colocado (1962)     | 1962    | 1986   |   | – |
| Brasil     | Série B               | 9          | 6º colocado (1995)      | 1980    | 2001   | – | 2 |
| Brasil     | Série C               | 11         | 1º colocado (1993)      | 1981    | 2008   | 1 | – |
| Brasil     | Série D               | 11         | 9º colocado (2009)      | 2009    | 2025   | – |   |
| Brasil     | Copa do Brasil        | 21         | Oitavas de Final (1992) | 1990    | 2025   |   |   |

## Torcidas Organizadas
- Torcida Esquadrão Colorado[15]
- Torcida Gigante Rubro[15]
- Torcida Rubro Chopp[carece de fontes?]
- Torcida Sergipe Chopp

Visão da torcida do Sergipe no Setor B

- Setor B - A única Barra do Estado.

## Símbolos

### Escudo
| Evolução do escudo do Club Sportivo Sergipe | Evolução do escudo do Club Sportivo Sergipe | Evolução do escudo do Club Sportivo Sergipe | Evolução do escudo do Club Sportivo Sergipe | Evolução do escudo do Club Sportivo Sergipe | Evolução do escudo do Club Sportivo Sergipe | Evolução do escudo do Club Sportivo Sergipe | Evolução do escudo do Club Sportivo Sergipe |
| 1997-2005                                   | 2006-Presente                               |                                             |                                             |                                             |                                             |                                             |                                             |
| ------------------------------------------- | ------------------------------------------- | ------------------------------------------- | ------------------------------------------- | ------------------------------------------- | ------------------------------------------- | ------------------------------------------- | ------------------------------------------- |

O escudo do Sergipe consiste em:
- As iniciais "CSS", de Club Sportivo Sergipe;
- Um par de remos e uma âncora, simbolizando os esportes de origem do clube;
- Uma bola de futebol, representando o presente do clube.
- Seis estrelas que representam o Hexacampeonato sergipano entre 1991 e 1996.

## Ranking da CBF
Ranking da CBF de 2021:
- Posição: 102º
- Pontuação: 612 pontos[17]

Ranking criado pela Confederação Brasileira de Futebol para pontuar todos os clubes do Brasil.